# Dracaena braunii

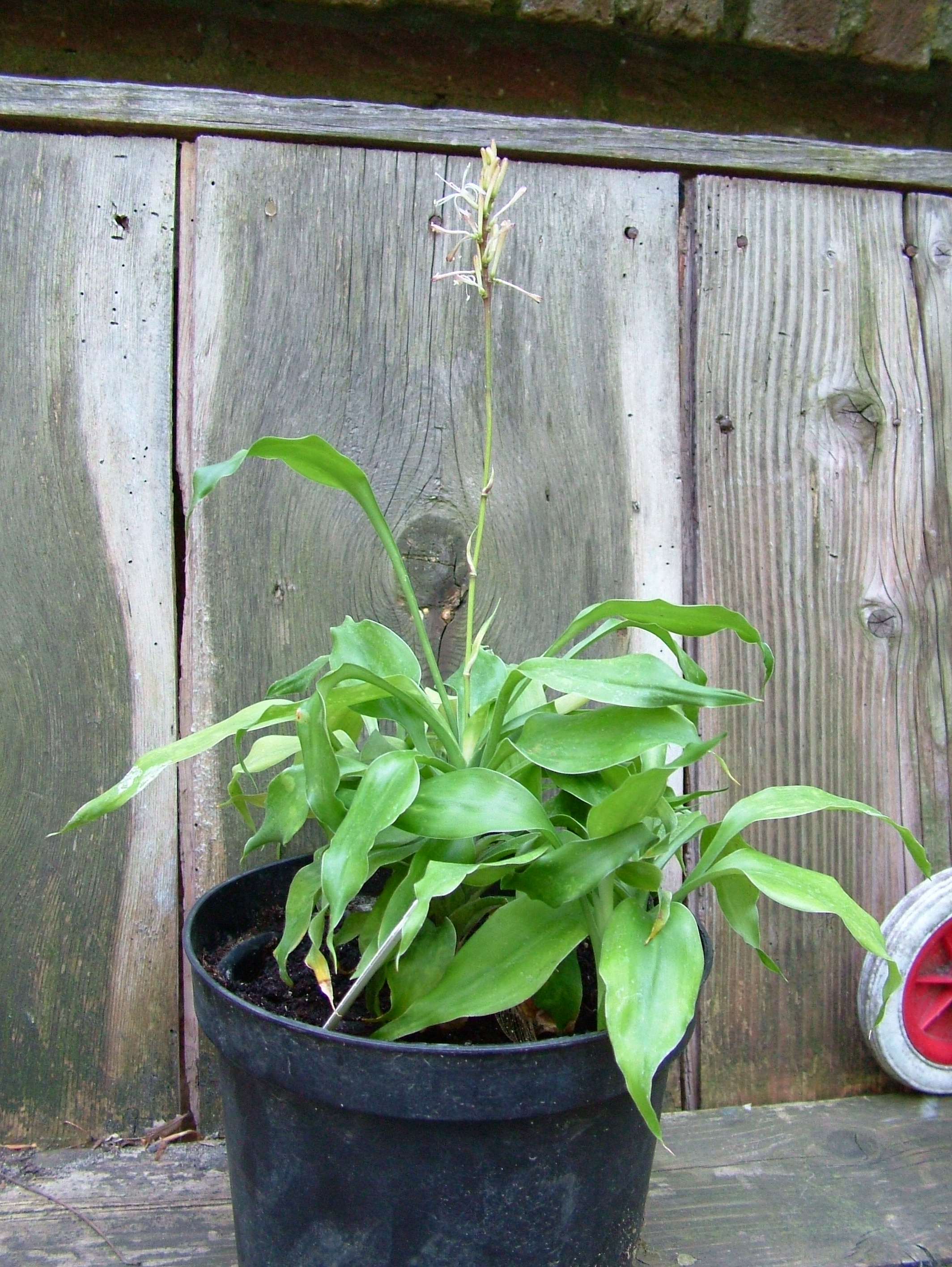
Dracaena braunii

Dracaena braunii é uma espécie de planta com flor da família Asparagaceae, nativa da África Central.  Foi nomeado após o jardineiro alemão Johannes M. Braun (1859–1893). A planta é comumente comercializada como "bambu da sorte".
1. ↑  «WFO Plant List | World Flora Online». wfoplantlist.org. Consultado em 18 de junho de 2025